# Postamt Sassnitz
Das ehemalige Postamt Sassnitz in Sassnitz (Mecklenburg-Vorpommern), Hauptstraße 34 neben dem Rathaus, wurde am 1. Juni 1897 eröffnet. Hier sind heute das Stadtarchiv, die Stadtbibliothek sowie die Bauverwaltung der Stadt untergebracht. Das Gebäude steht unter Denkmalschutz.

## Geschichte
Die Stadt Sassnitz mit 9199 Einwohnern (2022) entstand 1906 aus dem Zusammenschluss der kleinen Fischersiedlung Saßnitz und dem Bauern- und Fischerdörfchen Crampas, deren Anfänge wahrscheinlich schon auf slawische Besiedelung zurückführen.
In früheren Jahren wurden beide Ortschaften täglich durch einen Postboten der zuständigen Postexpedition Sagard für den Verkehr mit der Außenwelt betreut. Ab dem Sommer 1867 wurde für die Badesaison eine Postexpedition im Hause des Ortsschulzen Johann Rogge am Markt eingerichtet. Anfänglich wurde sie durch einen Posteleven, dann einen Postexpedienten und später durch einen Postamtsassistenten und einen Postsekretär verwaltet. Ab 1875 kam die erste Telegraphenstation hinzu und seit  1876 wurde sie als Postamt III. Klasse in der Sommersaison geführt.
1883 wurde die Postexpedition in Crampas in der Dorfstraße in eine Zweigstelle des Postamtes Sassnitz umgewandelt. Mit der Errichtung einer Seepostverbindung nach Schweden wurde das Postamt III. Klasse am 1. April 1897 in ein Amt II. Klasse umgewandelt und die Zweigstelle in Crampas ganz aufgelöst.
Mit dem Umzug und der Eröffnung des neuen Postgebäudes im Juni 1897 erhielt der Ort auch eine Stadtfernsprecheinrichtung.
1897 entstand mit der als Königslinie (schwedisch Kungslinjen) bezeichnet, eine Postdampferverbindung später als Trajekt-Linie mit einem Eisenbahnfährschiff der Deutschen Reichsbahn zwischen Sassnitz und Trelleborg.
1908 entstand im Zusammenhang mit der Dampffährverbindung Sassnitz-Trelleborg der Bahnhof Sassnitz Hafen und ein Postgebäude nach den Bauzeichnungen von Reg.-Baurat Hermann Merkel von der Eisenbahndirektion Stettin.

## Gebäude

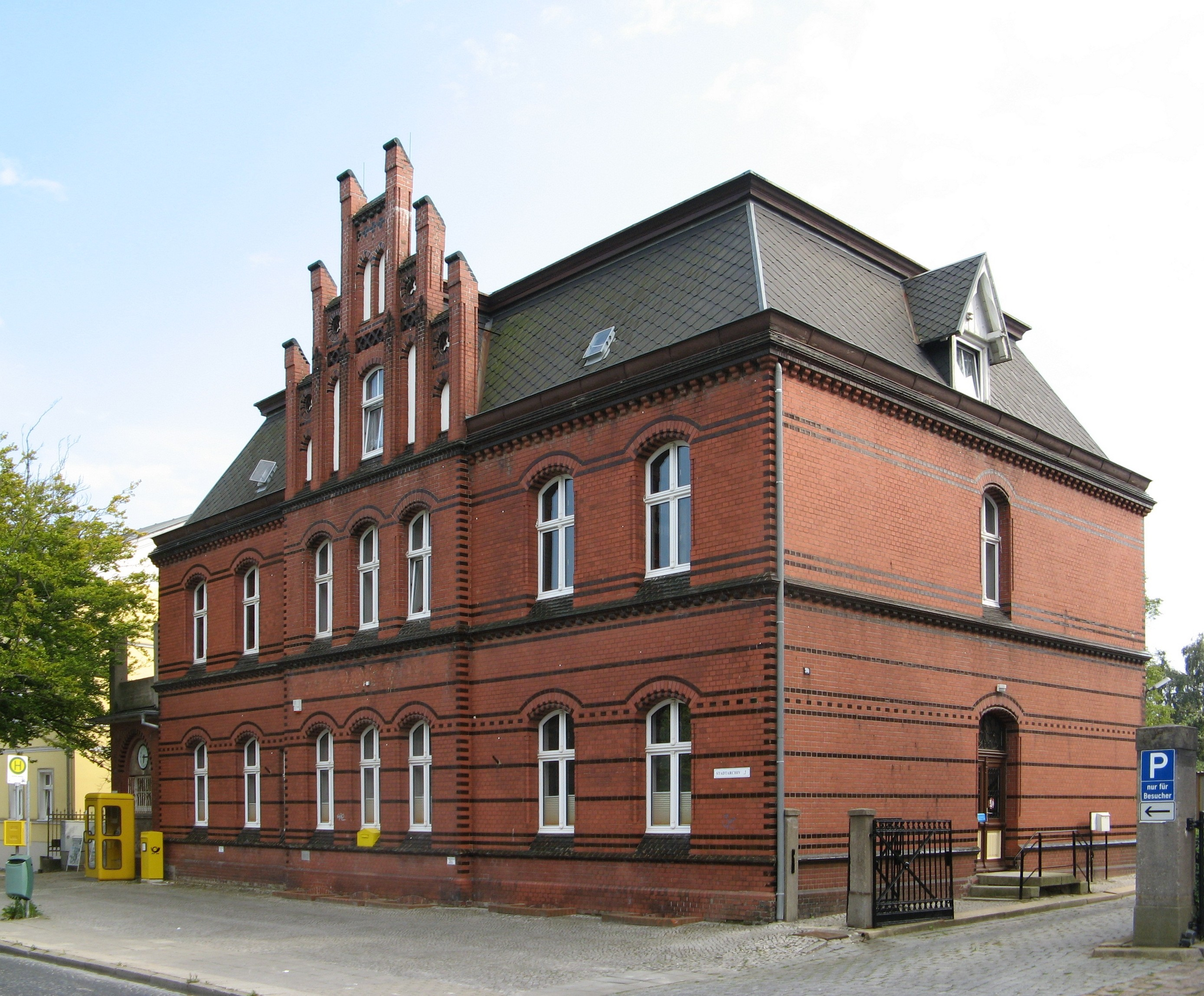

Das zweigeschossige verklinkerte, repräsentative historisierende Gebäude mit dem markanten mittleren dreigeschossigen Giebelrisalit als Treppengiebel mit Fialen wurde dafür von der Reichspost als Kaiserliches Postamt gebaut um u. a. das erhöhte Aufkommen an Postsendungen in das Reich weiterzuleiten. 1999 zog die Deutsche Post um in die Rügen-Galerie.

## Nachnutzung
Erst nach der Wiedervereinigung erwarb die Stadt Sassnitz das Gebäude. Sie sanierte und baute es im Rahmen der Städtebauförderung bis 2007 um für ihr Stadtarchiv und die Stadtbibliothek sowie für Büros der Stadtverwaltung (Bauamt). Seitliche und rückwärtige eingeschossige Anbauten ergänzen das Ensemble. Die Stadtbibliothek führt ca. 12.000 Medieneinheiten als Romane, Sach- und Fachbücher, Kinder- und Jugendbücher sowie CDs und DVDs. Das Stadtarchiv besitzt über 20.000 Fotografien und Ansichtskarten.